# Eolin
Eolin är en orgelstämma inom stråkstämmor. Den tillhör kategorin labialstämmor. Eolin är den mest trångmensurerade och svagaste stråkstämman i orgeln.